# Асланян Людмила Дмитрівна
Людми́ла Дми́трівна Асланя́н (уродж. Куликова; (2 липня 1954 , Петрозаводськ )) — радянська, російська, вірменська і українська шахістка, майстер спорту СРСР з шахів (1978), міжнародний майстер серед жінок (1990). П'ятиразова чемпіонка Вірменської РСР і Вірменії з шахів серед жінок (1984, 1986, 1987, 1991, 1992).

## Біографія
Народилася 2 липня 1954 року в Петрозаводську.
Шахами почала займатися у віці дванадцяти років у шаховому гуртку при будинку піонерів Дзержинського району Кривого Рогу. Керував гуртком і його єдиним тренером був С. В. Кульвановський.
У 14 років отримала перший розряд.
Поступила в Дніпропетровський державний університет в 1971 році.
Закінчила Дніпропетровський державний університет за спеціальністю прикладна математика, пізніше працювала інструктором-методистом у шаховому клубі ДДУ.
За роки навчання в університеті стала дворазовою переможницею фінальних змагань спортклубів вузів Української РСР на призи газети «Радянська освіта» у складі команди ДДУ (1975, 1976). У 1974 році в Кубку СРСР з шахів серед жінок в Одесі у третьому етапі тільки за жеребом поступилася в матчі з майбутньою чемпіонкою світу з шахів Майєю Чибурданідзе. У 1974 році посіла третє місце в чемпіонаті Української РСР з шахів серед жінок в Одесі. У 1980 році в Кишиневі перемогла в чемпіонаті Збройних Сил СРСР з шахів серед жінок. У 1981 році в Орджонікідзе стала срібним призером чемпіонату РРФСР з шахів серед жінок. У 1982 році у Львові стала чемпіонкою ЦСО «Динамо».
У 1981 році вийшла заміж і переїхала на постійне проживання в Єреван, а в 1990 році змінила прізвище на прізвище чоловіка — Асланян. Стала п'ятиразовою чемпіонкою Вірменської РСР і Вірменії з шахів серед жінок (1984, 1986, 1987, 1991, 1992), а також другою призеркою цих турнірів (1988, 1990 — поділ 2—3-го місця, 1994). Чотири рази брала участь у фіналах чемпіонату СРСР з шахів серед жінок у Таллінні (1982), Києві (1984), Алма-Аті (1988), у Львові (1991), в яких найкращий результат показала в 1988 році, коли поділила 7—10-е місце. Також тричі брала участь у зональних турнірах на першість світу з шахів серед жінок: в Алма-Аті (1988), Ленінграді (1991) і Анкарі (1993). У 1990 році посіла третє місце на міжнародному жіночому турнірі в Болгарії і стала міжнародним майстром ФІДЕ серед жінок. У 1983 році представляла команду Вірменської РСР у першості СРСР між командами союзних республік з шахів. У 1984 році представляла команду «Динамо» у розіграші командного Кубка СРСР з шахів. У 1991 році представляла команду Вірменської РСР на командній першості СРСР з шахів серед жіночих команд. Після розпаду СРСР виступала за Росію і Вірменію.
Представляла збірну Вірменії на найбільших командних шахових турнірах:
- у шахових олімпіадах брала участь три рази (1992—1996);
- у командному чемпіонаті Європи з шахів брала участь у 1992 році.

Проживала в Кривому Розі до вступу в ДДУ в 1971 році. Повернулася в місто в 1997 році й відтоді проживає у Кривому Розі. Роком пізніше стала виступати за Україну. У 2003 році стала третім призером чемпіонату України з шахів серед жінок, багаторазова чемпіонка та призерка чемпіонатів Дніпропетровської області. Має повний комплект нагород чемпіонату Кривого Рогу з шахів серед чоловіків: чемпіонка (2002), другий (2000) і третій (1999) призер. З 1999 по 2004 роки працювала тренером у дитячо-юнацькій спортивній школі Кривого Рогу. З 2002 по 2011 рік — вела шаховий відділ у криворізькій газеті «Червоний гірник».
В останні роки успішно конкурує з молодшими шахістками. У чемпіонаті України з шахів серед жінок 2009 року розділила 7—9-е місця. У серпні 2012 року в меморіалі Л. Руденко в Лубнах посіла четверте місце при 11 учасницях.